# 6440 Ransome
6440 Ransome là một tiểu hành tinh được Antonín Mrkos phát hiện năm 1988 và được đặt theo tên của tác giả viết truyện trẻ em người Anh Arthur Ransome. Quỹ đạo của nó kéo dài 3,85 năm xung quanh Mặt Trời.